# Miss Mundo Brasil 2011
Miss Mundo Brasil 2011 foi a 6ª edição de um concurso de beleza feminino sob a gestão da MMB Produções & Eventos (representada pelo empresário Henrique Fontes), a 22ª edição de realização de uma disputa específica para a eleição da brasileira ao concurso de Miss Mundo e o 52º ano de participação do Brasil na disputa internacional. Esta edição ocorreu pela quarta vez seguida no Estado do Rio de Janeiro, tendo sua final realizada no "Hotel do Frade" em Angra dos Reis, com transmissão da TV UOL e TV Pampa. Disputaram o título trinta e sete (34) candidatas, três a menos que a edição anterior. Na ocasião, sagrou-se vencedora a representante do Estado do Rio Grande do Sul, Juceila Graziele Bueno.

## Resultados

### Colocações
| Colocação                                               | Representação & Candidata |
| ------------------------------------------------------- | --- |
| Vencedora                                               | - Rio Grande do Sul - Juceila Bueno |
| 2º. Lugar                                               | - Sergipe - Mariane Silvestre |
| 3º. Lugar                                               | - São Paulo - Ana Cecília Cunha |
| 4º. Lugar                                               | - Santa Catarina - Mariana Bathke |
| 5º. Lugar                                               | - Rio Grande do Norte - Késsia Cortez |
| Top 11 Semifinalistas (Em ordem final de classificação) | - Tocantins - Camilla Serakides - Ilha de Marajó - Aline Reis - Minas Gerais - Juliana Késsia - Ilha da Pintada - Vanessa Koetz - Distrito Federal - Kellin Schmidt - Espírito Santo - Rhaíssa Siviero                              |
| Top 18 Semifinalistas (Em ordem final de classificação) | - Bahia - Paloma Vega - Ilha dos Marinheiros - Paula Helwanger - Mato Grosso - Mariana Albuquerque - Piauí - Kahuany Tufaile - Rio de Janeiro - Stephanie Machado - Alagoas - Daniella Borçatto - Pernambuco - Luzielle Vasconcelos |

### Premiações Especiais
O concurso distribuiu os seguintes prêmios este ano: 
| Colocação          | Representação & Candidata             |
| ------------------ | ------------------------------------- |
| Miss Simpatia      | - Paraíba - Benazira Djoco            |
| Miss Fotogenia     | - Rio Grande do Norte - Késsia Cortez |
| Miss Elegância     | - Ilha de Porto Belo - Dionara Lerman |
| Miss Imprensa      | - Ilha dos Lobos - Andressa Mello     |
| Miss Blogueira UOL | - Maranhão - Nataly Uchôa             |
| Miss Cordialidade  | - Alagoas - Daniella Borçatto         |

### Ordem dos Anúncios
| 1. Bahia 2. Distrito Federal 3. Espírito Santo 4. Alagoas 5. Ilha dos Marinheiros 6. Mato Grosso 7. Ilha de Marajó 8. Minas Gerais 9. Ilha da Pintada 10. Pernambuco 11. Rio Grande do Sul 12. Santa Catarina 13. Tocantins 14. Sergipe 15. Rio Grande do Norte 16. Piauí 17. Rio de Janeiro 18. São Paulo | 1. São Paulo 2. Rio Grande do Norte 3. Sergipe 4. Santa Catarina 5. Espírito Santo 6. Ilha da Pintada 7. Minas Gerais 8. Rio Grande do Sul 9. Ilha de Marajó 10. Distrito Federal 11. Tocantins | 1. Sergipe 2. São Paulo 3. Santa Catarina 4. Rio Grande do Sul 5. Rio Grande do Norte |  |

## Misses Regionais
As candidatas mais bem classificadas por região do País:
| Prêmio                     | Representação & Candidata           |
| -------------------------- | ----------------------------------- |
| Miss Mundo Centro-Oeste    | - Distrito Federal - Kellin Schmidt |
| Miss Mundo Ilhas do Brasil | - Ilha de Marajó - Aline Reis       |
| Miss Mundo Nordeste        | - Sergipe - Mariane Silvestre       |
| Miss Mundo Norte           | - Tocantins - Camilla Serakides     |
| Miss Mundo Sudeste         | - São Paulo - Ana Cecília Cunha     |
| Miss Sul Mundo             | - Rio Grande do Sul - Juceila Bueno |

## Competição classificatória
As vencedoras das etapas classificatórias garantem vaga entre as semifinalistas: 

### Miss Sportswoman Brasil
| Prêmio     | Representação & Candidata |
| ---------- | --- |
| 1          | - Mato Grosso - Mariana Albuquerque |
| 2          | - Piauí - Kahuany Tufaile |
| 3          | - Amazonas - Renata Reis |
| Finalistas | - Alagoas - Daniella Borçatto - Amapá - Josilene Modesto - Espírito Santo - Rhaíssa Siviero - Mato Grosso do Sul - Thaiany Bittencourt - Maranhão - Nataly Uchôa - Ceará - Beatriz Sousa |

### Beach Beauty Brasil
| Prêmio | Representação & Candidata           |
| ------ | ----------------------------------- |
| 1      | - Santa Catarina - Mariana Bathke   |
| 2      | - Rio Grande do Sul - Juceila Bueno |
| 3      | - Pará - Priscila Winny             |

### Best Model Brasil
| Prêmio | Representação & Candidata                                             |
| ------ | --------------------------------------------------------------------- |
| 1      | - Rio Grande do Sul - Juceila Bueno                                   |
| 2      | - Sergipe - Mariane Silvestre                                         |
| 3      | - Rio Grande do Norte - Késsia Cortez - Minas Gerais - Juliana Késsia |

### Beleza com propósito
| Prêmio     | Representação & Candidata                                |
| ---------- | -------------------------------------------------------- |
| 1          | - Ilha dos Marinheiros - Paula Helwanger                 |
| 2          | - Rio Grande do Sul - Juceila Bueno                      |
| 3          | - São Paulo - Ana Cecília Cunha                          |
| Finalistas | - Amazonas - Renata Reis - Tocantins - Camilla Serakides |

### Miss Talento
| Prêmio | Representação & Candidata                                 |
| ------ | --------------------------------------------------------- |
| 1      | - Tocantins - Camilla Serakides                           |
| 2      | - Rio Grande do Norte - Késsia Cortez                     |
| 3      | - São Paulo - Ana Cecília Cunha - Maranhão - Nataly Uchôa |

### Miss Criatividade
| Prêmio | Representação & Candidata                                   |
| ------ | ----------------------------------------------------------- |
| 1      | - Pernambuco - Luzielle Vasconcelos                         |
| 2      | - Rio Grande do Sul - Juceila Bueno                         |
| 3      | - Piauí - Kahuany Tufaile - Santa Catarina - Mariana Bathke |

### Miss Popularidade UOL
| Prêmio | Representação & Candidata           |
| ------ | ----------------------------------- |
| 1      | - Pernambuco - Luzielle Vasconcelos |

## Candidatas
Abaixo encontra-se a lista completa de candidatas deste ano: 

### Estaduais
| - Acre - Thaís Lianne - Alagoas - Daniella Borçato - Amapá - Josilene Modesto - Amazonas - Renata Reis Mendes - Bahia - Paloma Vega - Ceará - Beatriz Sousa - Distrito Federal - Kellin Schmidt - Espírito Santo - Rhaíssa Siviero - Goiás - Evellyn Barbosa | - Maranhão - Nataly Uchôa - Mato Grosso - Mariana Albuquerque - Mato Grosso do Sul - Thaiany Bittencourt - Minas Gerais - Juliane Késsia - Pará - Priscila Winny - Paraíba - Benazira Djoco - Paraná - Adrielly Barron - Pernambuco - Luzielle Vasconcelos | - Piauí - Kahuany Tufaile - Rio de Janeiro - Stefanie Figueiredo - Rio Grande do Norte - Késsia Cortez - Rio Grande do Sul - Juceila Bueno - Santa Catarina - Mariana Bathke - São Paulo - Ana Cecília Cunha - Sergipe - Mariane Silvestre - Tocantins - Camila Serakides |

### Insulares & outros
| - Abrolhos - Juliana Nascimento - Fernando de Noronha - Mayra Albuquerque - Ilha da Pintada - Vanessa Koetz - Ilha de Marajó - Aline Reis - Ilha de Porto Belo - Dionara Lermen - Ilha de Vitória - Mariana Lopes - Ilha dos Lobos - Andressa Mello - Ilha dos Marinheiros - Paula Helwanger - Ilhas de Florianópolis - Sophia Scarlett |

## Designações
Candidatas designadas para representar o Brasil em concursos internacionais à convite da organização:
Legenda
      A representante do Brasil venceu a disputa.
      A representante do Brasil parou na 2ª colocação.
      A representante do Brasil parou na 3ª colocação.
| Candidata & Posição no concurso           | Concurso                                                               | Posição                      |
| ----------------------------------------- | ---------------------------------------------------------------------- | ---------------------------- |
| Juceila Bueno (1ª colocada)               | Miss World 2011 (Final: Londres, Inglaterra)                           | Top 31                       |
| Isabelle Sampaio (2ª colocada em 2010)    | Reinado Internacional del Café 2011 (Final: Manizales, Colômbia)       |                              |
| Lívia Nepomuceno (3ª colocada em 2009)    | Miss Tourism Queen International 2011 (Final: Xian, China)             | Top 15                       |
| Suymara Barreto (3ª colocada em 2010)     | Miss Supranational 2011 (Final: Płock, Polônia)                        | Top 20 · Melhor Traje Típico |
| Osyanne Pilecco (7ª colocada em 2010)     | Miss Bikini International 2011 (Final: Qingdao, China)                 |                              |
| Mariana Notarângelo (9ª colocada em 2009) | Miss Global Beauty Queen 2011 (Final: Seul, Coreia do Sul)             | Vencedora                    |
| Jeanine de Castro (10ª colocada em 2009)  | Miss Tourism Queen International 2011 (Final: Xian, China)             | 2ª Colocada                  |
| Mariana Albuquerque (14ª colocada)        | Miss Tourism International 2011 (Final: Kuala Lumpur, Malásia)         | Top 10                       |
| Marina Fagundes (21ª colocada em 2010)    | Reinado Internacional de la Ganadería 2011 (Final: Montería, Colômbia) |                              |